# LOVE 2000
«LOVE 2000» (ラブにせん Rabu Nisen?) es el sencillo n.º 17 de la cantante japonesa hitomi, lanzado al mercado el día 28 de junio del año 2000 bajo el sello avex trax.

## Detalles
El tema fue utilizado como imagen para el programa deportivo de TV Tokyo llamado PRIDE & SPIRIT Nippon Puro Yakyuu. El tema se hizo también famoso gracias a Naoko Takahashi, deportista a la que "LOVE 2000" se convirtió en su canción representativa, y al ganar la medalla de oro en los Juegos Olímpicos de Sídney 2000 el tema de hitomi aumentó su popularidad considerablemente.
Gracias a Takahashi y su desempeño en los juegos, "LOVE 2000" se convirtió en uno de los temas más populares de ese año, así como también de hitomi dentro de toda su carrera.

## Canciones
1. LOVE 2000
2. REGRET
3. Idol wo Sagase (アイドルを探せ?)
4. destiny

- Datos: Q9018251